# حبران (السويداء)
حبران هي قرية سورية تقع في ناحية مركز السويداء من منطقة السويداء في محافظة السويداء.